# Дарио Нахарис
Дарио Нахарис (енгл. Daario Naharis) је измишљени лик у серији фантазијских романа Песма леда и ватре америчког писца Џорџ Р. Р. Мартина и телевизијске адаптације Игре престола.
Уведен 2000. године у Олуји мачева, Дарио Нахарис је ззаповедник са континента Есос. Касније се појавио у Мартиновом Плесу са змајевима (2011).
Лик Дарија је прво тумачио енглески глумац Ед Скрејн, а затим холандски глумац Михил Хаусман у телевизијској адаптацији HBO-а.

## Опис карактера
Дарио је самоуверен и заводљив ратник и командант плаћеничке компанија која садржи 500 плаћеника.
Он је ефикасан убица, крвав и немилосрдан, иако у потпуности посвећен Денерис Таргарјен.
Ништа се није открило о Даријевој прошлости у књигама, осим да је по народности Тирошанин.

## Преглед
Дарио Нахарис није лик о коме се приповеда у првом лицу у романима, тако да су његове акције сведочиле и биле тумачене очима других људи, посебно од стране Денерис Таргарјен. Дарио је углавном позадински лик у романима.

## Ток приче

### У књигама

#### Олуја мачева
Јункај унајмљује Даријеву војску да брани град од снага Денерис Таргарјен. Денерис нуди злато њима ако пређу на њену страну; док се понуда још разматра, Дарио (који је већ прешао на страну Денерис) убија капетане и обећава подршку војске Денерис. Они помажу Денерис у њеним каснијим освајањима Јункаја и Мирина.

#### Плес са змајевима
Након Денерисиног освајања Мирина, она шаље Дарија у Лазар како би поново отворила трговинске путеве између два региона. По повратку, Денерис узима Дарија као љубавника, али се удаје и за миринског племића Хиздара зо Лорака. Са Јункајем који опседа Мирин, Денерис нуди размену талаца између два логора како би се осигурао мир, а Дарио је међу онима које су заробили у Јункају. Међутим, Денерис одлети на свом змају Дрогону и становници града Јункај одбијају да ослободе Дарија док Денерис не погуби друга два змаја.

### У серији
Телевизијска серија развија причу да је Дарио продат борбеним јамама као млади дечак од његове мајке алкохоличарке. Дарио је тренирао као борац у јамама и тако добро радио да је пуштен из ропства када је његов господар умро. Након што је освојио своју слободу, Дарио се придружио компанији која се бори за новац, званој Други синови.

#### Сезона 3
Под вођством свог капетана Мероа, они су ангажовани од стране робовласника Јункаја да се боре против Денерисине војске. Пометен од стране Денерис, Дарио одбија да се покори својим надређенима када одлуче да је убију, уместо тога их убија и предаје њихове одсечене главе Денерис. Са војском под његовом командом, Дарио и његови људи обећавају своју верност Денерис. Затим помаже Џори Мормонту у отварању капија Јункаја, дозвољавајући Денерисиним силама да освоје град.

#### Сезона 4
На маршу до суседног робовласничког града Мирин, Дарио неуспешно покушава да заведе Денерис. На капијама Мирина, Дарио се добровољно пријављује да се бори против Мириновог шампиона у једној борби, брзо га убијајући пре него што се изруга мокрењем испред града. Након што Денерис освоји град, Дарио је наговара да га узме за свог љубавника. Када људи из Јункаја почну да се буне против Денерисине владавине, Денерис шаље њега и миринског племића Хиздара зо Лорака да преговарају са градским господарем.

#### Сезона 5
Дарио и Хиздар су успешни у својим преговорима са Јункајцима, иако они инсистирају, као део споразума, на поновном отварању градских борбених јама. Денерис у почетку одбија, упркос томе што је Дарио истакао да му је младост као борац у јамама дала вештине потребне за придруживање Другим синовима и као и шансу да је упозна. Денерис се предомисли након што су побуњеници названи Синови Харпије убили њеног саветника Баристана Селмија. Онда узима Хиздара за свог мужа, иако она задржава Дарија као свог љубавника. Након што Денерис одлети на свом змају Дрогону током напада побуњеника на отварању борбених јама, Дарио и Џора одлучују да напусте Мирин како би је пронашли. Тирион Ланистер покушава да им се придружи, све док Дарио не истакне да је боље да управља Мирином у одсуству Денерис.

#### Сезона 6
Џора и Дарио откривају да је Денерис заробљена од стране Дотрака, и прате је до Вес Дотрака, светог града где живе све удовице претходних владара. Они се инфилтрирају у град и налазе Денерис, али она истиче да неће моћи побећи од 100.000 Дотрака у граду. Уместо тога, Денерис пали њихов храм, убијајући кале, али излазећи неозлеђена. Запањени, Дотраци се клањају Денерис, а и Дарио је клекнуо напослетку. Док Џора одлази да пронађе лек за своју болест познату као сива љуспа, Денерис и Дарио марширају на Мирин са Дотрацима. Док Денерис лети на Дрогону, Дарио стиже на капију Мирина како би пронашао побуњенике како убијају ослобођенике и води читаво племе Дотрака да их убију. Пошто је ропство коначно укинуто, Денерис одлучује да се врати у Вестерос и поврати престо. Међутим, она инсистира да Дарио и Други синови остану да одрже мир. Дарио је ужаснут и изјављује своју љубав према Денерис, али се на крају ипак слаже са њеном одлуком.

## ТВ адаптација
У првих три наступа у трећој сезони телевизијске адаптације књига, Дарија Нахариса глуми Ед Скрејн, а затим током остатка серије Дарија Нахариса глуми холандски глумац Михил Хаусман.